# Mount Ossa National Park
Mount Ossa National Park är en park i Australien. Den ligger i delstaten Queensland, omkring 840 kilometer nordväst om delstatshuvudstaden Brisbane. Arean är 8,7 kvadratkilometer.
Runt Mount Ossa National Park är det mycket glesbefolkat, med 4 invånare per kvadratkilometer..
Omgivningarna runt Mount Ossa National Park är huvudsakligen savann. Genomsnittlig årsnederbörd är 1 268 millimeter. Den regnigaste månaden är mars, med i genomsnitt 354 mm nederbörd, och den torraste är september, med 10 mm nederbörd.